# (5605) Kushida
(5605) Kushida es un asteroide perteneciente al cinturón de asteroides y descubierto el 17 de febrero de 1993 por Satoru Otomo desde Kiyosato, Japón.

## Designación y nombre
Designado provisionalmente como 1993 DB. Fue nombrado Kushida en honor de Yoshio Kushida, sismólogo japonés. Descubridor de numerosos planetas y cometas menores desde 1989, también es un confirmador activo de nuevos objetos en colaboración con S. Nakano. Estableció el Observatorio de la Base Sur de Yatsugatake para beneficio de muchos astrónomos aficionados.

## Características orbitales
Kushida está situado a una distancia media del Sol de 2,263 ua, pudiendo alejarse hasta 2,499 ua y acercarse hasta 2,027 ua. Su excentricidad es 0,104 y la inclinación orbital 4,301 grados. Emplea 1243,64 días en completar una órbita alrededor del Sol.

## Características físicas
La magnitud absoluta de Kushida es 13,3. Tiene 5,215 km de diámetro y su albedo se estima en 0,359. 